# Остиља
Остиља (итал. Ostiglia) је насеље у Италији у округу Мантова, региону Ломбардија.
Према процени из 2011. у насељу је живело 5648 становника. Насеље се налази на надморској висини од 14 м.

## Становништво
Према резултатима пописа становништва 2011. у општини је живело 6.940 становника.
| 1931. | 1936. | 1951.  | 1961. | 1971. | 1981. | 1991. | 2001. | 2011. |
| ----- | ----- | ------ | ----- | ----- | ----- | ----- | ----- | ----- |
| 8.865 | 9.203 | 10.003 | 8.724 | 8.177 | 7.771 | 7.316 | 7.210 | 6.940 |